# Beraba iuba
Beraba iuba är en skalbaggsart som beskrevs av Martins 1997. Beraba iuba ingår i släktet Beraba och familjen långhorningar. Inga underarter finns listade.